# Конненский сельский совет Харьковской области
Конненский сельский совет — входит в состав Лозовского района Харьковской области Украины.
Административный центр сельского совета находится в посёлке Конное.

## История
- 1979 — дата образования.

## Населённые пункты совета
- посёлок Конное
- посёлок Ла́сковое[2][3][4][5][6][7][8][9][10]